# Dušan Jevtović
Dušan Jevtović cyr. Душан Јевтовић (ur. 9 sierpnia 1925 w Gornjej Trnavie, zm. 6 października 2011 w Belgradzie) – malarz serbski i jugosłowiański, przedstawiciel prymitywizmu.

## Życiorys
Pochodził ze wsi Gornja Tranava położonej koło Prokuplja. Zaczął malować w roku 1956. Jego twórczość koncentrowała się na przedstawianiu wiejskich zwyczajów, uroczystości religijnych, a także klęsk żywiołowych. Na obrazach Jevtovicia postacie ludzkie sąsiadują z fantastycznymi, w tym szczególnie często malowanymi przez artystę smokami.

## Nagrody i wyróżnienia
Obrazy Jevtovicia prezentowano na wystawach sztuki naiwnej w Jagodinie, Monachium (1968), Rzymie, Tokio (1971), a także w Paryżu, Belgradzie i Sofii. Był laureatem licznych nagród za twórczość artystyczną, w tym nagrodę Mirko Viriusa, a także dwukrotnie Grand Prix (1999, 2005) na biennale sztuki naiwnej organizowanych przez Muzeum Sztuki Naiwnej w Jagodinie.

## Wybrane prace

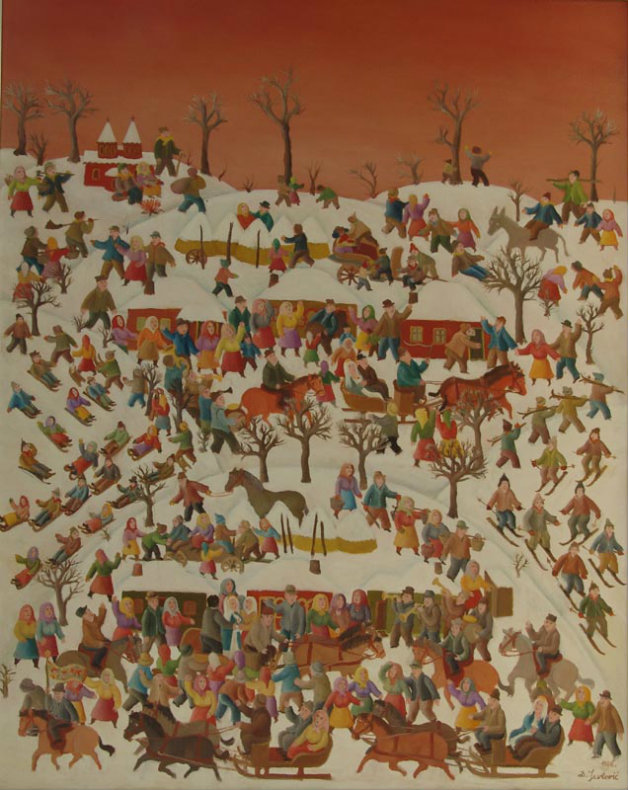
Zimske svadbe (1986), Muzeum Sztuki Naiwnej w Jagodinie
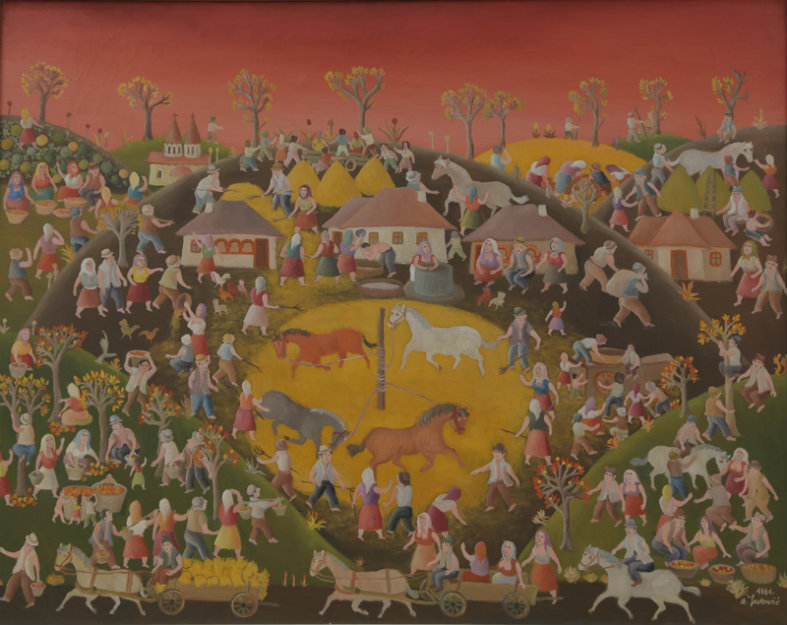
Leto u mom selu (1986), Muzeum Sztuki Naiwnej w Jagodinie
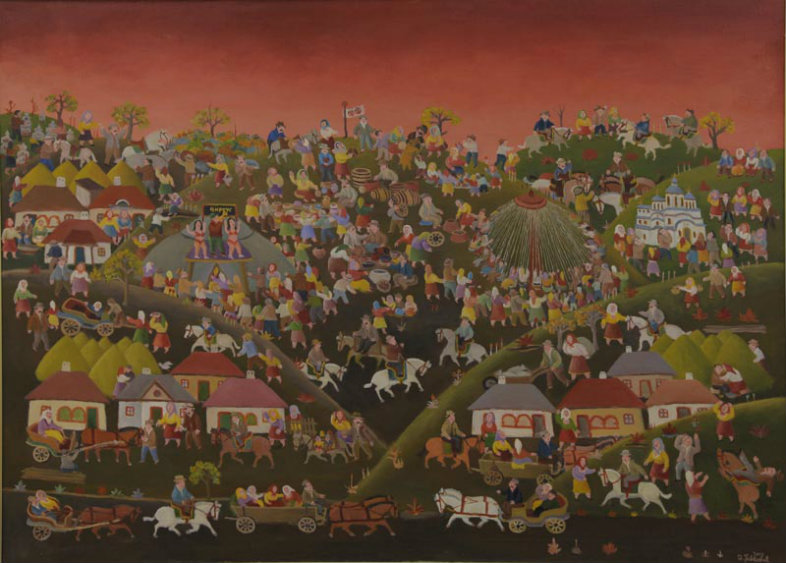
Seoska slava (2009), Muzeum Sztuki Naiwnej w Jagodinie